# Michael Sars
Michael Sars (ur. 30 sierpnia 1805 w Bergen, zm. 22 października 1869 w Kristianii) – norweski zoolog, pionier badań oceanograficznych. 
Opisał wiele nowych gatunków zwierząt morskich oraz zbadał ich proces rozwoju. Uznanie przyniosło mu odkrycie, że wiele organizmów morskich, które wcześniej uważano za odrębne gatunki, to w rzeczywistości stadia larwalne znanych wcześniej zwierząt. Nazwał ponad 250 nowo odkrytych gatunków zwierząt. 
Jego synem był hydrozoolog Georg Ossian Sars (1837–1927).

## Życiorys
Michael Sars urodził się 30 sierpnia 1805 roku w Bergen w rodzinie kapitana statku i kupca Michaela Sarsa (ok. 1758–1829) i jego żony Divert Henriche Heilman (1768–1844) . Dorastał w skromnych warunkach, a w latach 1818–1823 uczęszczał do lokalnej szkoły średniej Bergen Katedralskole . Już wtedy z zapałem kolekcjonował okazy owadów, muszle i kamienie oraz rozwijał pasję przyrodniczą, zainspirowany przez dyrektora szkoły F. Arentza, szwedzkiego przyrodnika Gabriela Märklina (1777–1857) oraz duńskiego geologa Jensa Esmarka (1763–1839) . W 1823 roku podjął studia teologiczne na Uniwersytecie w Kristianii, które finansował samodzielnie dzięki pracy jako prywatny nauczyciel . W 1828 roku uzyskał tytuł Candidatus theologiæ i w 1831 roku objął parafię we Florø . By utrzymać rodzinę, przez kolejne 23 lata pracował jako pastor w różnych parafiach na wybrzeżu Norwegii.
W 1831 roku poślubił Maren Cathrine Welhaven (1811–1898), siostrę pisarza Johana Sebastiana Welhavena (1807–1873), z którą miał 14 dzieci . Syn Georg Ossian (1837–1927) został hydrozoologiem, syn Ernst (1835–1917) – historykiem, a córki Mally (1850–1929) i Eva (1858–1907) – śpiewaczkami . 
Za wstawiennictwem Halvora Heyerdahla Rascha (1805–1883), w 1854 roku Sars został profesorem zoologii na Uniwersytecie w Kristianii .
Sars zmarł 22 października 1869 roku w Kristianii . Jego kolekcja bezkręgowców została sprzedana uniwersytetowi a następnie trafiła do Muzeum Zoologicznego w Tøyen .

## Działalność naukowa

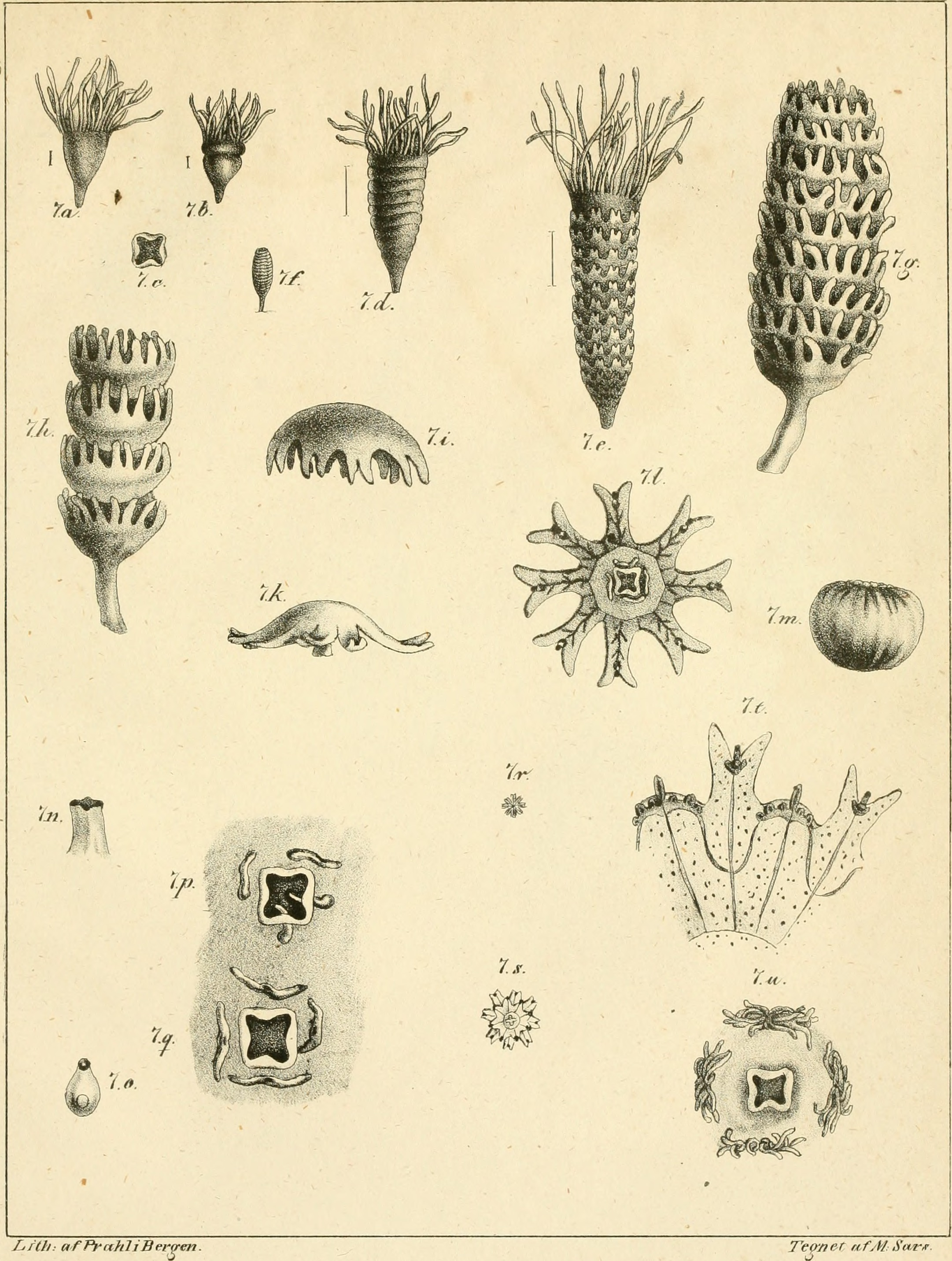
Ilustracja z dzieła Sarsa Beskrivelser og Iagttagelser over nogle mærkelige eller nye i Havet ved den Bergenske Kyst levende Dyr af Polypernes, Acalephernes, Radiaternes, Annelidernes og Molluskernes Classer (1835)

Równolegle do studiów teologicznych Sars kontynuował działalność przyrodnika . Interesował się skamieniałościami trylobitów odnalezionymi w okolicach Kristianii i kolekcjonował bezkręgowce . W 1829 roku wydał pierwszą ważną pracę Bidrag til Søedyrenes Naturhistorie .  
W 1837 roku dzięki stypendium państwowym odbył podroż po Europie, spotykając się z wieloma przyrodnikami  i ucząc się metod badawczych w Danii, Francji, Holandii, Niemczech i Szwecji. Poświęcił się badaniom nad bezkręgowcami – przez 30 lat zajmował się cyklem życiowym bezkręgowców morskich. W 1837 roku wraz ze szwedzkim zoologiem Svenem Lovénem (1809–1895) badał stadia larwalne pierścienic, a trzy lata później badacze wspólnie zajęli się cyklem życiowym mięczaków. 
W latach 1835, 1846 i 1856 wydał prace poświęcone bezkręgowcom żyjącym wzdłuż wybrzeża Norwegii . W 1849 roku udał się na Lofoty i do Finnmarku . Podróżował również do regionu Morza Śródziemnego – latem 1851 roku nad Adriatyk a zimą 1852–1853 roku do Neapolu i na Sycylię – studiując zoogeografię i badając rozmieszczenie fauny morskiej w zależności od szerokości geograficznej i głębokości akwenu . W 1860 toku razem z geologiem Theodorem Kjerulfem (1825–1888) prowadził badania nad okazami fauny w osadach czwartorzędowych w Norwegii .
Sars stosował specjalny podbierak opracowany przez Otto Friedricha Müllera (1730–1784), który można było ciągnąć po dnie morskim, zbierając znajdujące się tam okazy fauny. Pozwoliło mu to na odłowienie wielu nieznanych dotychczas morskich gatunków głębinowych. Jako pierwszy odnotował występowanie liliowców – w 1864 roku jego syn Georg odłowił u wybrzeży Lofotów okaz liliowca Rhizocrinus lofotensis, a w 1868 roku Sars opisał znalezisko, wzbudzając szerokie zainteresowanie głębinową fauną i florą w procesie poszukiwania dowodów ewolucji . Nazwał ponad 250 gatunków zwierząt . 
Wraz z synem Georgiem pracował na rzecz obalenia ówczesnej teorii o abiotycznej strefie oceanicznej, propagowanej przez brytyjskiego zoologa Edwarda Forbes’a (1815–1854), który uważał, że na głębokości poniżej 2000 stóp nie ma żadnego życia.  
Uznanie przyniosło mu odkrycie, że wiele organizmów morskich, które wcześniej uważano za odrębne gatunki, to w rzeczywistości stadia larwalne znanych wcześniej zwierząt, takich jak meduzy, rozgwiazdy czy mięczaki . 
Sprawował funkcję sekretarza generalnego Videnskabs-Selskabet i Christiania (współczesnej Norweskiej Akademii Nauk i Literatury (norw. Det Norske Videnskaps-Akademi)) . Był członkiem ponad 20 towarzystw naukowych w Europie i Stanach Zjednoczonych .

## Publikacje
Wybór publikacji za Norsk biografisk leksikon :
- 1829 – Bidrag til Søedyrenes Naturhistorie
- 1835 – Beskrivelser og Iagttagelser over nogle mærkelige eller nye i Havet ved den Bergenske Kyst levende Dyr af Polypernes, Acalephernes, Radiaternes, Annelidernes og Molluskernes Classer
- 1846–56 – Fauna littoralis Norvegiæ
- 1857 – Bidrag til Kundskaben om Middelhavets Littoral-Fauna
- 1861 – Oversigt af Norges Echinodermer
- 1865 – Om de i Norge forekommende fossile Dyrelevninger fra Qvartærperioden
- 1868 – Mémoires pour servir à la connaissance des Crinoids vivants

## Członkostwa, nagrody i odznaczenia
- członek Videnskabs-Selskabet i Christiania (współczesnej Norweskiej Akademii Nauk i Literatury (norw. Det Norske Videnskaps-Akademi))[1]
- 1846 – doktor honoris causa uniwersytetu w Zurychu[2]
- 1856 – kawaler Orderu Świętego Olafa[1]
- doktor honoris causa Uniwersytetu Humboldtów w Berlinie[1]

## Upamiętnienie
Na cześć Sarsa nazwano różne taksony zwierząt , m.in. rodzaj meduzy Sarsia, a także rodzaj glonów Michaelsarsia . Kilka statków badawczych nosi jego imię , m.in. FF Michael Sars, który w 1910 roku brał udział w wyprawie oceanograficznej do Arktyki . 
W latach 1961–2004 Uniwersytet w Bergen wydawał czasopismo naukowe „Sarsia – North Atlantic Marine Science”, które w 2005 roku zostało połączone z czasopismem „Ophelia”, tworząc „Marine Biology Research”. Na uczelni w Bergen działa od 1997 roku Michael Sars Centre – ośrodek badań nad organizmami morskimi na poziomie molekularnym .